# Husenpura, Hunsur
Husenpura là một làng thuộc tehsil Hunsur, huyện Mysore, bang Karnataka, Ấn Độ.